# Csaba Hell
Csaba Hell (ur. 29 maja 1970 w Kisteleku) – węgierski żużlowiec, występujący również na długim torze i na trawie.

## Życiorys
Brązowy medalista młodzieżowych indywidualnych mistrzostw Węgier (1992). Dwukrotny medalista indywidualnych mistrzostw Węgier: srebrny (1996) oraz brązowy (1995). Złoty medalista mistrzostw Węgier par (2002). Dwukrotny brązowy medalista drużynowych mistrzostw Węgier (1990, 1994). Złoty medalista drużynowych mistrzostw Słowenii (2000). 
Wielokrotny reprezentant Węgier w eliminacjach drużynowych oraz indywidualnych mistrzostwach świata. Dwukrotny finalista indywidualnych mistrzostw świata na długim torze (2002 – XXII miejsce, 2003 – XXII miejsce). Finalista indywidualnych mistrzostw Europy na torze trawiastym (2003 – X miejsce). Zdobywca III miejsca w memoriale im. Eugeniusza Nazimka (Rzeszów 1992).
Startował w lidze polskiej, w barwach klubów Stal Rzeszów (1991–1992, 1994), Ostrovia Ostrów Wielkopolski (1996) oraz Wanda Kraków (1997). W 1991 r. startował w lidze brytyjskiej, w klubie z Sheffield.